# لوئیس دلونیج
لوئیس دلونیج (انگلیسی: Louis Delaunoij; ۳ مارس ۱۸۷۹ – ۲۹ اکتبر ۱۹۴۷) ورزشکار شمشیربازی اهل پادشاهی هلند بود.
وی در مسابقات کشوری و بین‌المللی در مجموع برندهٔ ۱ مدال برنز شده‌است.